# Ливийско-мальтийские отношения
Ливийско-мальтийские отношения — двусторонние дипломатические отношения между Ливией и Мальтой.

## История

### с 1964 по 1980 год
Вскоре после обретения независимости Мальты к власти пришел премьер-министр Доминик Минтофф, который распорядился закрыть британские военные базы на острове. Ливия выделила Мальте несколько миллионов долларов США для компенсации потерь доходов после разрыва договоров аренды военных баз Великобритании. Укрепление отношений с Ливией повлекло за собой драматически новое, но недолгое развитие мальтийской внешней политики: западные СМИ сообщали, что возможно Мальта отвернулась от НАТО, Великобритании и Европы в целом. К 1970-м годам у Ливии уже было посольство на Мальте, расположенное на знаменитой Вилла-Драго в Слиме. Вилла также известна как Дар-Тарак или Дар-Тарек, а в настоящее время является зданием 1-го класса.
На Мальте издавались учебники истории, в которых распространялась идея разобщенности между итальянским и католическим населением, но продвигалась теория более тесных культурных и этнических связей с Северной Африкой. В 1991 году этот факт был отмечен Бусевейном: «лейбористское правительство разорвало отношения с НАТО и устанавливало связи с арабским миром. После 900 лет союза с Европой Мальта начала смотреть на юг. Мусульмане, которых до сих пор помнят в народном фольклоре за дикие пиратские нападения, стали считаться кровными братьями».
С 1975 по 1976 годами правительство Ливии передало 1-й морской батарее сухопутных войск Мальты (в настоящее время Морская эскадрилья вооружённых сил Мальты) четыре патрульных катера.

### Инцидент с Saipem (1980)
В 1980 году разработка нефтяного месторождения компаниями Saipem и Texaco в 68 морских милях к юго-востоку от Мальты, была прекращена после угрозы со стороны ливийского боевого корабля. Мальта и Ливия претендовали на эту область Средиземного моря, а этот инцидент, вызвал напряжённость в отношениях. В 1982 году этот вопрос был передан на рассмотрение в Международный суд ООН, но вынесенное решение суда в 1985 году касалось лишь разграничения небольшой части спорной территории.

### с 1982 по 1987 год
Мальта и Ливия заключили Договор о дружбе и сотрудничестве в качестве реализации политики лидера Ливии Муаммара Каддафи к налаживанию более тесных отношений между двумя странами. На короткий период арабский язык стал обязательным для изучения предметом в мальтийских средних школах. В 1984 году на Мальте была открыта мечеть Мариам аль-Батуль, финансирование строительства которой осуществлялось из ливийского бюджета.

### с 1987 по 2011 год
После ухода с должности премьер-министров Доминика Минтоффа и Кармело Мифсуда Бонничи у Мальту сохранились прекрасные отношения с Ливией. В 2005 году отношения между странами испортились после убийства на Мальте основателя Палестинского исламского джихада Фатхи Шкаки, предположительно осуществленное Моссадом.
21 февраля 2011 года в начале первой гражданской войны в Ливии два истребителя ВВС Ливии приземлились на Мальте, нарушив приказ Триполи о бомбардировке позиций протестующих в Бенгази. Правительство Мальты отказалось выдать мятежных пилотов и вернуть истребители в Ливию, что было воспринято Муаммаром Каддафи как недружелюбные действия соседнего государства. Мальта участвовала в эвакуации десятков тысяч иностранных рабочих из Ливии, а также сыграла небольшую роль в последующем международном вмешательстве в гражданскую войну.
11 марта 2011 года один из родственников Муаммара Каддафи сделал попытку подкупа должностных лиц военно-воздушных сил Мальты с целью приобретения топлива для реактивных самолетов.

### с 2011 года по настоящее время
После свержения руководителя Ливии Муаммара Каддафи отношения Ливии и Мальты продолжили укрепляться. Правительство Мальты в сотрудничестве с Колледжем искусств, науки и технологий Мальты предложило стипендии для ливийских студентов. Ведутся переговоры о нелегальной миграции из Ливии. В сентябре 2013 года Мальта заключила сделку с Ливией на закупку сырой нефти, рафинированного масла, реактивного топлива и сжиженного нефтяного газа по фиксированной цене. Стороны договорились о проведении разведки месторождений нефти совместными силами. Мальта согласилась помочь Ливии в развитии транспортной инфраструктуры и гражданской авиации. Правительство Ливии заинтересовано в улучшении связей с Мальтой, включая нефть, газ, образование, в том числе восстановление Института Та’Гиорни.
Во время второй ливийской гражданской войны Мальта (наряду с большей частью международного сообщества) продолжила признавать легитимность Палаты представителей Ливии даже после того, как Верховный суд Ливии объявил её неконституционной. Временный поверенный в делах Ливии Хуссин Мусрати заявил о том, что Мальта вмешивается во внутренние дела Ливии. Из-за гражданской войны на Мальте действовали два ливийских посольства: непризнанный Всеобщий национальный конгресс контролировал ливийское посольство в Бальцане, в то время как международно признанная Палата представителей открыла консульство в Та-Шбише. Каждое из двух посольств сообщало, что визы, выданные конкурирующей организацией — недействительны.
27 января 2015 года боевики Исламского государства напали на управляемый мальтийцами отель Corinthia в Триполи. После дальнейшего усиления Исламского государства в Ливии (особенно падения Нофалии) премьер-министр Мальты Джозеф Мускат и лидер оппозиции Симон Басаттил призвали Организацию Объединённых Наций и Европейский союз вмешаться во внутренний конфликт Ливии, чтобы предотвратить превращение страны в несостоятельное государство.
16 декабря 2015 года состоялась встреча лидеров двух конкурирующих правительств Ливии в Кастильском подворье. Встреча была отложена на несколько дней после того, как представители правительства Тобрука не явились на мероприятие.

## Дипломатические представительства
- Ливия имеет посольство в Валлетте[22].
- У Мальты имеется посольство в Триполи и генеральное консульство в Бенгази[23].